# 克雷格·康維
克雷格·康維（英語：Craig Conway；1997年2月12日—）是一位蘇格蘭足球運動員。在場上的位置是邊鋒。他現在效力於蘇超球隊聖莊士東。

## 外部連結
- Official website profile
- 足球数据库：克雷格·康維的球员统计数据
- 克雷格·康維在 National-Football-Teams.com 上的出场纪录